# Gigli (cognome)
Gigli è un cognome di lingua italiana.

## Varianti
Crinò, De Giglio, De Gilles, Del Giglio, Di Giglio, Giglia, Gigliano, Giglietta, Giglietti, Giglietto, Giglicci, Giglio, Gigliola, Giglioli, Giglione, Gigliotti, Gigliucci, Gigliuto, Gil, Giletta, Giletti, Gili, Gilio, Gilioli, Giliotta, Giliotti, Gill, Gilli, Gillio, Gillioli, Gillo, Lilli, Ziggiotti, Ziglio, Zigliotto, Ziliati, Zilio, Zilioli, Ziliotti, Zilli, Zillio, Zilocchi, Zilotti.

## Origine e diffusione
Cognome tipicamente panitaliano, prevale al Centro-Nord.
Potrebbe derivare dal prenome medioevale Giglio, a sua volta derivato dal fiore omonimo.
Le varianti Giglio, De Giglio e Di Giglio sono meridionali; Gilli e Lilli sono toscani; Zilli è tipico del Triveneto.

## Persone
- Duilio Gigli (1878-1933) – matematico italiano
- Elena Gigli (1985) – pallanuotista italiana
- Gaetano Gigli (1872-1954) – latinista, scrittore, poeta e librettista italiano